# Јоханес Јоханесен
Јоханес Јоханесен (норв. Johannes Johannesen — Ставангер, 1. март 1997) професионални је норвешки хокејаш на леду који игра на позицијама одбрамбеног играча.
Члан је сениорске репрезентације Норвешке за коју је на међународној сцени дебитовао на светском првенству 2016. године.
Играчку каријеру започиње у редовима Ставангер ојлерса, екипи са којом је освојио две титуле првака Норвешке. У мају 2016. потписује двогодишњи професионални уговор са шведском Фрелундом.